# Arenas de San Juan (kommun)
Arenas de San Juan är en kommun i Spanien.   Den ligger i provinsen Provincia de Ciudad Real och regionen Kastilien-La Mancha, i den centrala delen av landet, 140 km söder om huvudstaden Madrid. Antalet invånare är 1 091.